# Groenkoptrogon
De groenkoptrogon (Harpactes oreskios)  is een vogelsoort uit de familie Trogons (Trogonidae).

## Verspreiding en leefgebied
Deze soort komt voor in Zuidoost-Azië en de Grote Soenda-eilanden en telt vijf ondersoorten:
- H. o. stellae: zuidwestelijk China, zuidelijk Myanmar en Indochina.
- H. o. uniformis: Maleisië en Sumatra.
- H. o. oreskios: Java.
- H. o. dulitensis: noordwestelijk Borneo.
- H. o. nias: Nias (nabij westelijk Sumatra).